# 三土手大介
三土手 大介（みどて だいすけ、1972年8月26日 - ）は神奈川県横浜市出身のパワーリフティング選手。ベンチプレス元世界王者、ノーリミッツ ウエイトトレーニングジム代表である。

## 体のサイズ
（2000年時）
- 身長170 cm
- 体重125～140 kg
- 胸囲140 cm
- 大腿囲81 cm
- 上腕囲56.5 cm（パンプ時）

## ベスト記録
- スクワット 435 kg
- ベンチプレス 360 kg
- デッドリフト 320 kg
  - トータル 1060 kg